# Blanc-Misseron

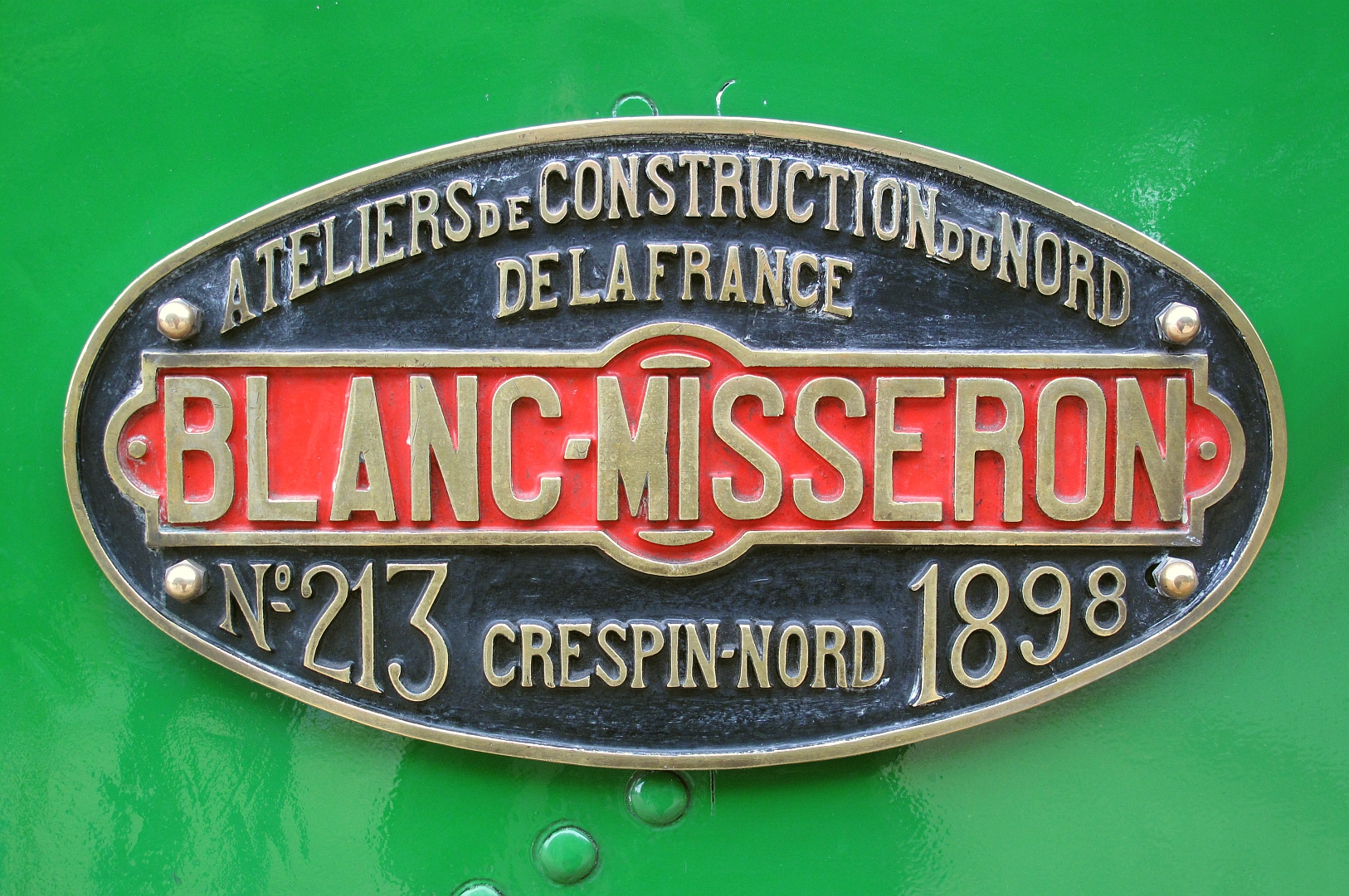
Fabrikschild Blanc-Misseron der Ateliers de construction du Nord de la France

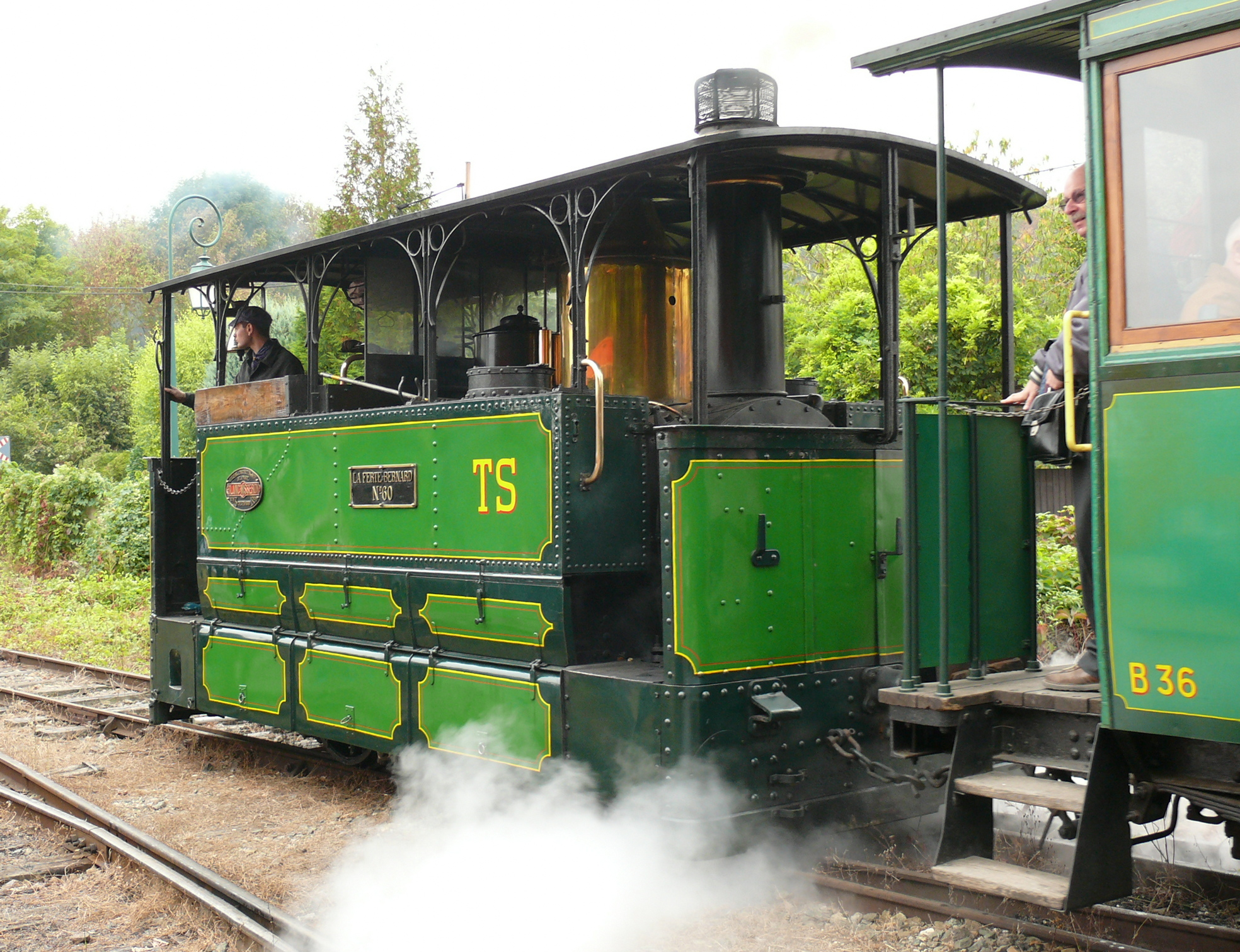
Von den Ateliers de construction du Nord de la France 1898 erbaute Straßenbahnlokomotive der Tramway de la Sarthe, die bis 1947 bei Le Mans verkehrte.

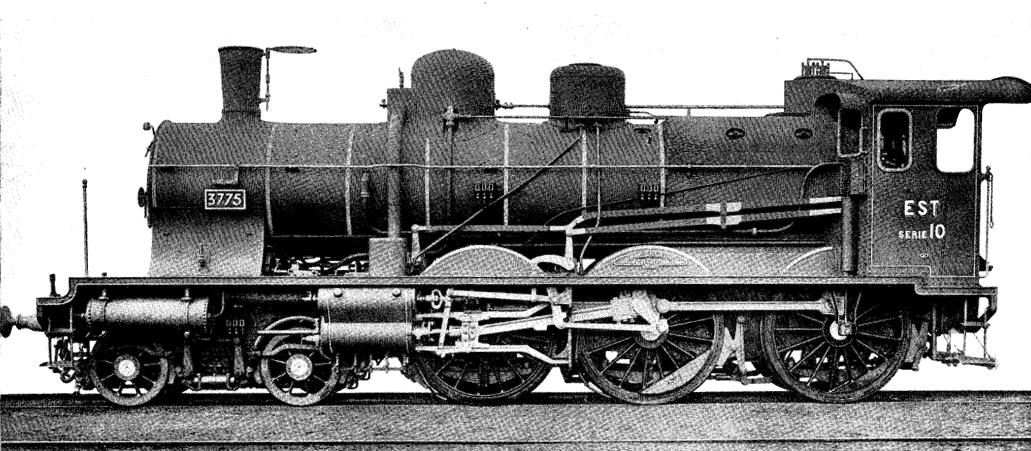
2’C-Lokomotive für die Chemins de Fer de l'Est. ANF baute 1912 zehn Lokomotiven dieser Baureihe

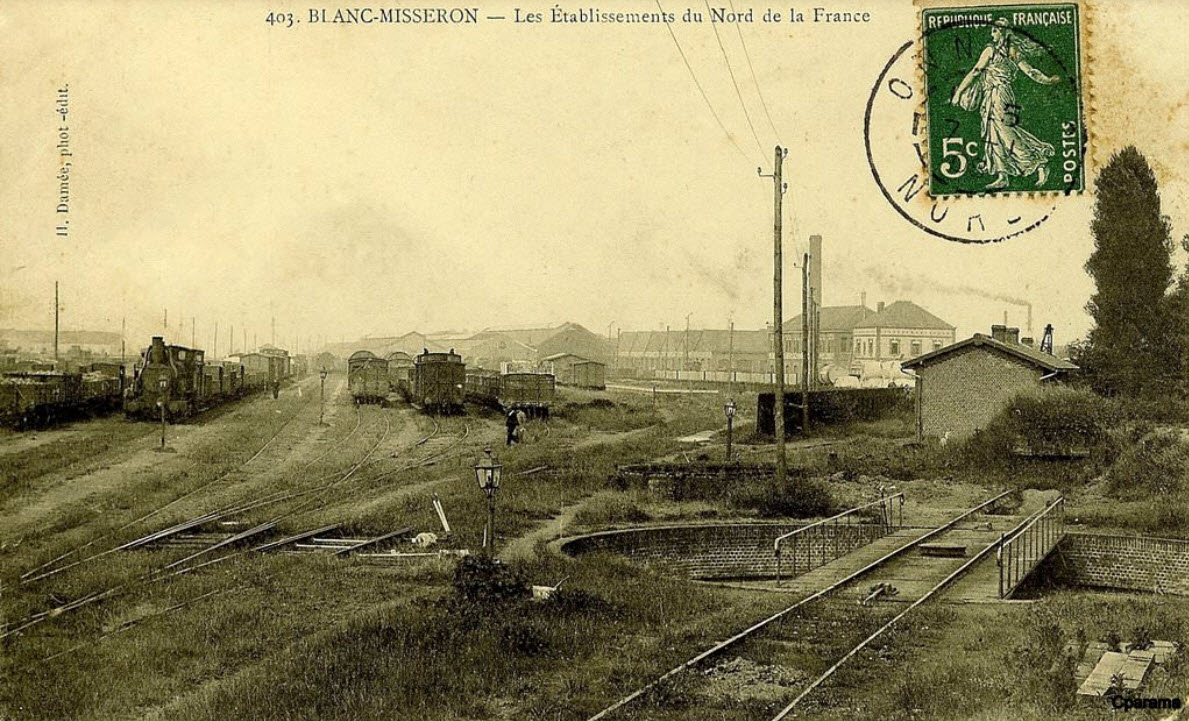
Ansicht des Werksgeländes ca. 1910

Blanc-Misseron ist der Markenname, der auf den Fabrikschildern der im Werk Crespin der Ateliers de construction du Nord de la France, abgekürzt ANF, gebauten Schienenfahrzeugen verwendet wurde. Er bezieht sich auf den gleichnamigen Ortsteil der Gemeinde Quiévrechain, der in unmittelbarer Nähe des Werks liegt und zeitweise auch Firmensitz war. 2021 übernahm Alstom das Werk von Bombardier Transportation.

## Geschichte
Das Werk wurde 1882 durch die Ateliers métallurgiques aus Tubize gegründet. Sie konnten dadurch trotz den in Frankreich eingeführten Zöllen auf Eisenbahnmaterial, das aus Belgien importiert wurde, den französischen Markt weiterhin beliefern. Während der Import ganzer Fahrzeuge mit 30 % Einfuhrzoll belegt war, wurde für Fahrzeugteile weniger berechnet. Das Werk nahe der Landesgrenze an der alten Straße von Paris nach Brüssel gelegen beschäftigte anfänglich 50 Mitarbeiter. Es diente als Montagewerk für Straßenbahnlokomotiven und Straßenbahnwagen, die in Belgien hergestellt worden waren und in Teilen importiert wurden. Es wuchs schnell zu einem der wichtigsten Hersteller von Straßenbahnrollmaterial Frankreichs heran und konnte 1900 auch die ersten zweiachsigen Triebwagen für die Pariser Metro liefern. Das Werk baute bis 1911 ungefähr 400 Straßenbahnlokomotiven – die meisten in Meterspur, aber auch 17 normalspurige Lokomotiven für die 1890 eröffnete Straßenbahn Paris–Saint-Germain (PSG) und die 21 ebenfalls normalspurigen Straßenbahnlokomotiven der Chemin de fer Paris–Arpajon (PA). Außerdem entstanden Lokomotiven für 600-mm-Spurweite wie zum Beispiel für die Tramway de Paramé à Rothéneuf.
1909 wurde die Produktion aufgrund mangelnder Aufträge eingestellt. 1911 gründeten die ANF die Tochtergesellschaft Société française des aciéries de Blanc-Misseron, deutsch ungefähr Französische Gesellschaft der Stahlwerke von Blanc-Misseron, kurz auch Société de Blanc-Misseron. Das Unternehmen mit acht Millionen Eigenkapital sollte unter der Führung der ANF jährlich bis zu 200 Normalspurlokomotiven bauen. Es baute zum Beispiel 1912 zehn Dampflokomotiven mit den Nummern 3871 bis 3890 für die Compagnie des Chemins de Fer de l'Est. Im Geschäftsjahr 1914/1915 wurden neunzig Lokomotiven im Wert von 1,3 Mio. Francs hergestellt.
1914 beschäftigten die ANF über 3500 Arbeiter im Werk in Crespin. Sie wohnten mehrheitlich in den französischen Orten Crespin, Quiévrechain und dem belgischen Quiévrain. Das Werksgelände in Crespin war über 120.000 Quadratmeter groß, die jährliche Produktionskapazität betrug 2000 Güter- und Gepäckwagen, 100 Schlepptender und 700 Reisezug- und Straßenbahnwagen. Während des Ersten Weltkriegs wurde das Werk von den Deutschen Truppen auf ihrem Rückzug gesprengt und die Reste angezündet, einzig das Bürogebäude blieb verschont.
Als der Krieg vorbei war, wurde das Werk wieder aufgebaut und die teilweise nach Deutschland verfrachtete Ausrüstung wieder zurückgeholt. 1928 setzte das Wachstum ein. Die Fabrik hatte wieder 4000 Beschäftigte und erreichte wieder die Produktionszahlen der Vorkriegsjahre. Die Weltwirtschaftskrise bewirkte 1929 einen massiven Rückgang der Geschäftstätigkeit, sodass die Hälfte der Mitarbeiter entlassen werden musste. Ab 1934 beteiligte sich die ANF an der Giesserei Sambre et Meuse, die im Gegenzug Lohnarbeiten an ANF Industries vergab. 1938 übernimmt ANF Industries die Kapitalmehrheit an Sambre et Meuse.
Während des Zweiten Weltkriegs wurde das Hauptwerk der ANF in Blanc-Misseron von der Wehrmacht besetzt. Es hatte zu Beginn des Krieges auf die Fertigung von Kriegsgütern umgestellt. Es folgten wiederholt Bombardierungen durch die Alliierten, die damit die Herstellung von Eisenbahnmaterial zur Aufrechterhaltung des Betriebs des feindlichen Eisenbahnnetzes verhindernt wollten.

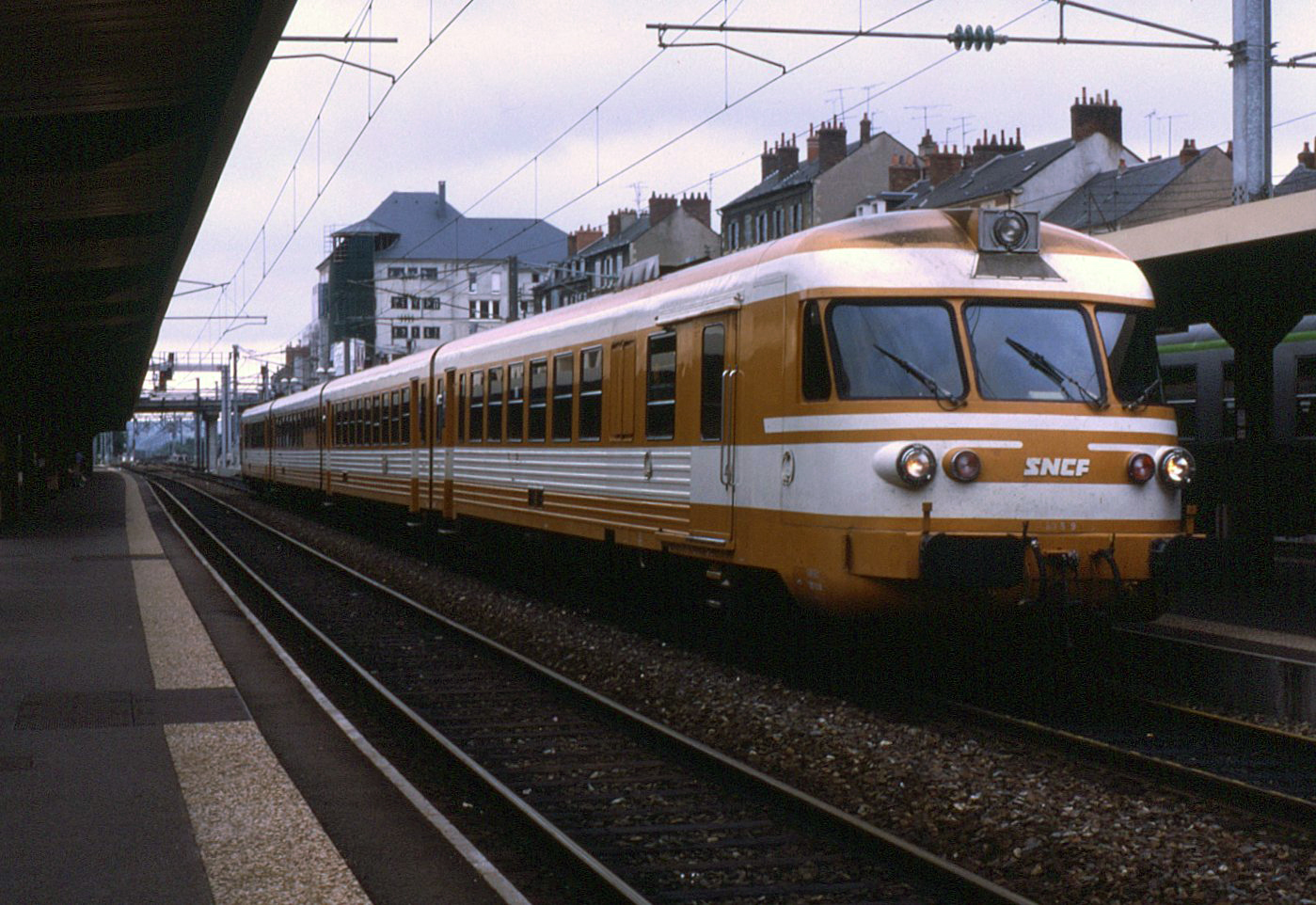
Gasturbinentriebzug ETG der SNCF

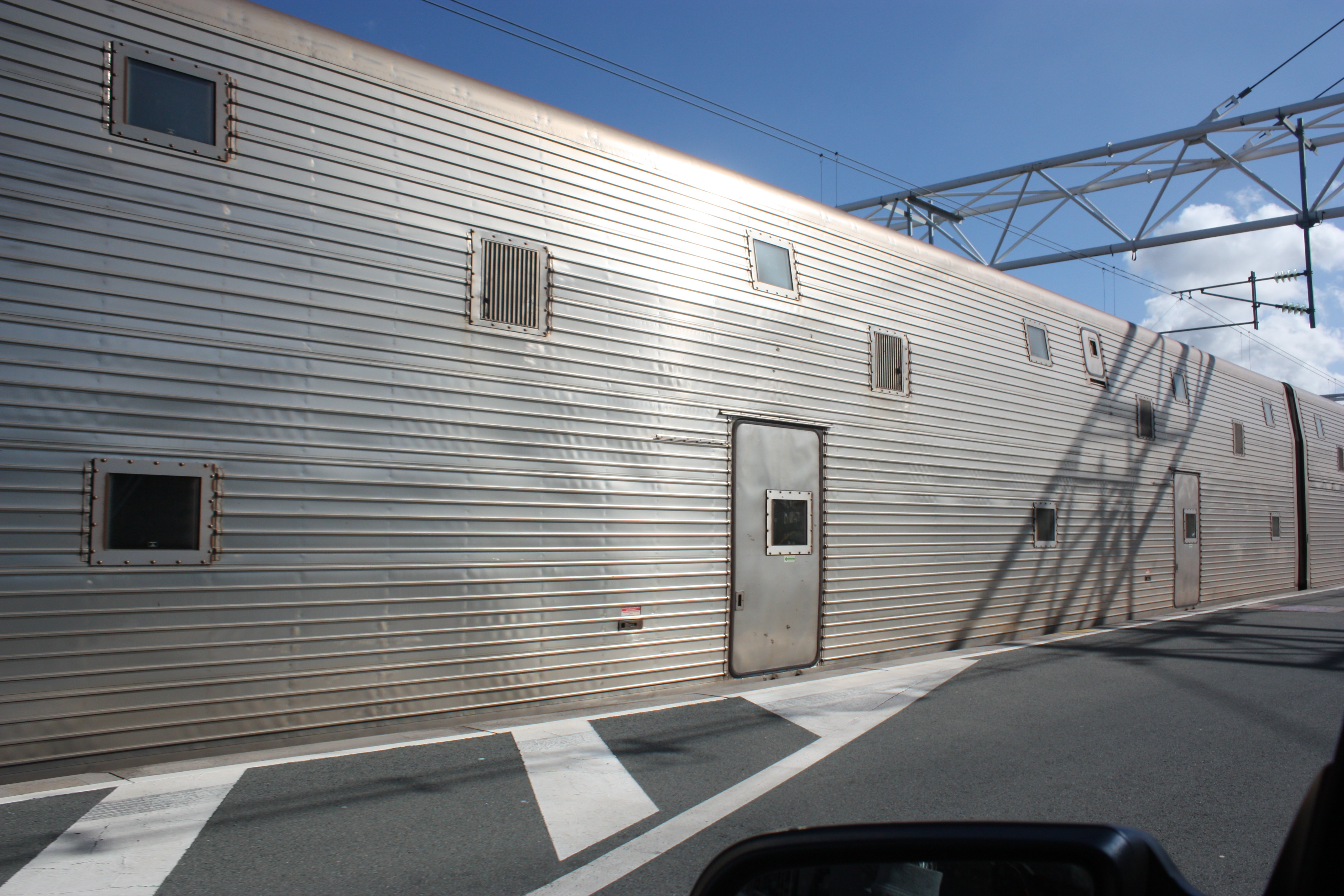
Von Bombardier im Werk Crespin für Eurotunnel hergestellte Autotransportwagen

Nach dem Krieg wurde die Produktion wieder aufgenommen. 1970 wurde das Unternehmen in ANF Industries umbenannt. Der wichtigste Auftrag dieser Zeit war der Bau von 14 ETG-Zügen für die SNCF. Diese von einem Konsortium zwischen 1969 und 1972 gebauten Züge mit Gasturbinenantrieb waren ein großer Erfolg. ANF Industries war für den Bau der Wagen verantwortlich. Das Konsortium erhielt auch die Folgeaufträge für die RTG-Züge und Exportprojekte für den Iran, Ägypten und die USA. Zwischen 1961 und 1974 baute ANF auch 803 USI-Reisezugwagen. Nach der Übernahme von MTE, dem für die elektrische Ausrüstung der Züge zuständigen Unternehmen, durch Alstom im Jahr 1987 endete die Zusammenarbeit mit dem Konsortium und ANF Industries erhielt keine Aufträge mehr. Obwohl ANF Industries der zweitgrößte französische Eisenbahnhersteller war, geriet das Unternehmen 1989 in finanzielle Schwierigkeiten. Das Unternehmen wurde daher 1990 von Bombardier Transportation als wichtiges Standbein für den Eintritt in den europäischen Markt übernommen. In den Jahren nach der Übernahme wurde das Werk etappenweise erweitert, modernisiert oder neu gebaut. Im Jahr 2011 beschäftigte das Werk rund 1.500 Mitarbeitende. Mit der Übernahme von Bombardier Transportation durch Alstom, ging auch das Werk an Alstom über.